# Поповица
Поповица е село в Южна България. То се намира в община Садово, област Пловдив. До 1934 г. името на селото е Папазлии.

## География
Намира се на 27 км източно от гр. Пловдив, разположено на разклона между две основни пътни артерии за Бургас и Свиленград. Стратегическото място на селото помага за развитието на ресторантьорството и авторемонтните услуги, където работи част от населението. Има и големи лозови масиви в местността „Баира“.
През Поповица, в подножието на местността „Баира“, в посока пътя Е80 се намира разлом дълъг около 10 км, който е причина за земетресението с магнитуд 7,1 на 18 април 1928 година. Поповишкото земетресение е вторичен трус, последвал четири дни след Чирпанското, което има магнитуд 6,8. Веднага след земетръса в селото пристига цар Борис ІІІ, който подпомага по-късното му възстановяване.
През Поповица преминават международните коридори номер 4 и 10 – Прага – Видин – София – Истанбул и Мюнхен – Калотина – София – Пловдив – Истанбул, както и първата скоростна жп линия в България – Свиленград – Пловдив. Гарата е изградена за нуждите на скоростната железница с подлези и високи рампи. Движат се влакове по направленията:
Пловдив - Свиленград – Пловдив;
Димитровград - София – Димитровград;
Първомай - Костенец – Първомай
Истанбул - Белград – Истанбул
На гарата спират всички категории влакове (П-Б-БВЗР-М). Всички влакове, спиращи на гарата правят удобни връзки във възловите гари (Пловдив и Димитровград) за Русе, Подкова, Михайлово, Асеновград, Пещера, София, Панагюрище, Карлово, Варна и Бургас. Скоростта за транзитно преминаване на влакове през гарата е 160 км/ч.
През село Поповица минава река Черкезица, десен приток на река Марица.Недалеч от селото минава и река Марица, където се намира въжения мост Поповица-Чалъкови, който е неизползваем в момента, поради това че има опастност от срутване и че дъските са изгнили. 
По землище, Поповица граничи със селата:
Милево, Белозем, Ахматово, Селци, Чалъкови
Около селото има няколко чешми с изворна вода и те са — Ахматовската чешма, чешма на местността Аязмото и чешма на Селчанския параклис Свети пророк Илия, която лекува очите.

## История
Много старо селище, съществувало още преди падането на България под османска власт. Отбелязано е от Георг фон Найчиц в пътеписа му от 1634 – 1635 г., като Сосовице (т.е. изопачено Поповица) с друго име Папазли. В турски регистър от 1590 г. е отбелязано под името Папас.

## Културни и природни забележителности
Близо до с. Поповица се намира защитената местност „Мъртвицата“, където може да се види бялата водна лилия (Nymphaea alba).
Над Поповица се намира местността „Аязмото“, където всяка година се прави благотворителен курбан за здраве и успех. Там се намира малък манастир с изградена чешма, от която тече благословена вода. В този манастир е живял известно време Васил Левски – Апостола на свободата.

## Редовни събития
Всяка година през най-близката неделя до св. Дух се провежда събор, 50 дни след Великден.

## Култура
В селото има 2 черкви – православна и евангелистка, училище ОУ „Христо Ботев“, което се намира близо до центъра. В него учат около 170 ученици, които са между 1 и 8 клас. На местността Аязмото има малък параклис. Евангелистката църква е конгрешанска, част от Съюза на евангелските съборни църкви.

## Личности
- Ваклуш Толев (1923 – 2013), духовен учител.
- Йордан Биков (р.1954), български актьор.
- Петър Величков (р. 1954), български литературен историк и журналист, д-р по книгознание от Софийския университет „Св. Климент Охридски“.
- Стефан Янев (р.1960), български генерал и служебен министър на отбраната (2017), служебен министър-председател от 12 май 2021 г.